# Навршкий Врх
Навршкий Врх (словен. Navrški Vrh) — поселення в общині Равне-на-Корошкем, Регіон Корошка, Словенія. Висота над рівнем моря: 560,5 м.